# Claire Coutinho
Claire Coryl Julia Coutinho, née le 8 juillet 1985 à Londres,, est une femme politique du Parti conservateur britannique. Elle est députée de Surrey-Est depuis 2019. Avant sa carrière politique, Coutinho travaille pour la banque d'investissement Merrill Lynch, le cabinet comptable KPMG et en tant que conseiller spécial auprès du Trésor.
Elle est secrétaire d'État à la Sécurité énergétique et à la Neutralité carbone du 31 août 2023 au 5 juillet 2024.

## Jeunesse
Coutinho est née en 1985 à Londres, en Angleterre. Ses parents ont émigré d'Inde à la fin des années 1970 et sont d'origine chrétienne de Goa. Son père Winston est anesthésiste à la retraite et sa mère Maria est médecin généraliste,. Elle fait ses études privées à James Allen's Girls' School à Dulwich. Elle étudie les mathématiques et la philosophie à Exeter College, Oxford. Après avoir obtenu son diplôme, elle travaille dans l'équipe actions des marchés émergents en tant qu'associée de la banque d'investissement Merrill Lynch pendant près de quatre ans. En 2012, Coutinho quitte l'entreprise et cofonde un club de souper à thème littéraire, The Novel Diner,,. Deux ans plus tard, elle apparait dans le jeu télévisé de cuisine The Taste.
Coutinho travaille ensuite pendant deux ans au centre de réflexion de centre droit de Iain Duncan Smith, Center for Social Justice. Elle est ensuite directrice de programme pour le groupe industriel Housing and Finance Institute. Après cela, elle travaille pour le cabinet comptable KPMG comme responsable de l'éducation. Coutinho quitte l'entreprise pour devenir conseiller spécial au Trésor. Initialement, elle travaille pour le secrétaire parlementaire au Trésor Julian Smith puis devient une conseillère du secrétaire en chef du Trésor Rishi Sunak. Coutinho déclare qu'elle a quitté KPMG pour rejoindre le gouvernement en tant que conseillère spéciale afin de pouvoir contribuer à la réalisation du Brexit «de l'intérieur», qu'elle a soutenu lors du référendum européen de 2016.

## Carrière parlementaire
Coutinho est sélectionnée comme candidate conservatrice pour East Surrey le 11 novembre 2019. C'est une circonscription conservatrice sûre ayant élu un membre du parti depuis 1918. Elle est élue députée aux élections générales de 2019 avec une majorité de 24 040 voix (40,3%. Le siège était auparavant occupé par l'ancien ministre Sam Gyimah, qui quitte les conservateurs après avoir voté pour la loi de retrait de l'UE, une tentative d'empêcher un Brexit sans accord, et rejoint ensuite les démocrates libéraux.
Elle est nommée Secrétaire parlementaire privée au Trésor et rejoint le conseil consultatif du groupe de réflexion de centre-droit En avant en février 2020.
Elle est sous-secrétaire d’État à l'Enfance, à la Famille et au Bien-être du 26 octobre 2022 au 31 août 2023 puis secrétaire d'État à la Sécurité énergétique et à la Neutralité carbone jusqu'au 5 juillet 2024 dans le gouvernement Sunak.
Coutinho soutient le Brexit, et vote à la Chambre des communes contre une intégration plus poussée de l'UE. Elle vote également contre l'introduction d'un système de représentation proportionnelle pour l'élection des députés.